# Trois faits divers
Trois faits divers est une nouvelle de Marcel Aymé, parue dans Candide en 1933.

## Historique
Trois faits divers est une nouvelle de Marcel Aymé, parue dans Candide N° 475, le 20 avril 1933.

## Résumé
« Sous un ciel sans lune, deux assassins se rencontrèrent à un carrefour. » Ils se racontent leurs crimes quand un troisième hommes sort des bois...